# Minuit une
Albums de Amel Bent
Vivante
(2021)
Singles
1. Décharge mentale[1]
Sortie : 30 janvier 2025
2. Triste
Sortie : 14 février 2025
3. Mima[2]
Sortie : 19 mars 2025
4. La norme
Sortie : 22 mars 2025
5. Pourquoi tu restes[3]
Sortie : 28 mai 2025

Minuit une est le huitième album studio de la chanteuse française Amel Bent sorti le 16 mai 2025.

## Liste des pistes
| 1.    | Décharge mentale         | Amel Bent, Hamza Meghouar | Wendy Milton             | 2:05 |
| 2.    | Comme je veux            | Amel Bent, Moona          | MKL                      | 2:52 |
| 3.    | Triste                   | Amel Bent, Vianney, Vitaa | Renaud Rebillaud         | 3:09 |
| 4.    | Pourquoi tu restes       | Amel Bent, Vitaa          | Renaud Rebillaud         | 2:47 |
| 5.    | Météore (feat. Nadjee)   | Amel Bent, Nadjee         | Sébastien Rousselet, MKL | 2:46 |
| 6.    | Mima                     | Amel Bent, Moona          | Khalil Cherradi, MKL     | 2:45 |
| 7.    | Personne (feat. Susanoô) | Amel Bent, Susanoô        | Sébastien Rousselet, MKL | 2:26 |
| 8.    | Sous l'eau               | Amel Bent, Moona          | MKL                      | 3:35 |
| 9.    | La norme                 | Amel Bent, Hamza Meghouar | John Mamann, Seysey      | 3:53 |
| 10.   | Mauvais rôle             | Amel Bent, Slimane        | Yaacov Salah, Meïr Salah | 2:19 |
| 11.   | Le sas                   | Amel Bent, Moona          | Khalil Maouene, MKL      | 2:52 |
| 31:29 |                          |                           |                          |      |

## Clips vidéo
- Décharge mentale : 30 janvier 2025
- Mima : 24 mars 2025[5]
- Triste : 2 avril 2025

## Classements et certifications

### Classements hebdomadaires
| Classements (2025)           | Classement |
| ---------------------------- | ---------- |
| France (SNEP)                | 29         |
| Belgique (Wallonie Ultratop) | 121        |